# Templo de Roma (SUD)
El Templo de Roma, Italia, es uno de los templos construidos y en operación por La Iglesia de Jesucristo de los Santos de los Últimos Días, el primero construido en Italia, ubicado en la via di Settebagni del municipio III al nordeste de Roma a poca distancia de la «Grande Raccordo Anulare» (Vía de circunvalación de Roma). Las funciones del templo sirven a fieles de la iglesia en Grecia, Chipre, Albania, Eslovenia, Croacia, Bosnia-Herzegovina y Macedonia, así como a los más de 22,000 miembros SUD italianos.

## Historia
El 4 de octubre de 2008, el entonces presidente de la iglesia SUD Thomas S. Monson anunció los planes para construir un templo en Roma, Italia. El terreno para el templo fue adquirido por la iglesia a fines de los años 1990 allí donde originalmente había una casa, demolida en 2009. En preparación para la construcción, y como parte del proceso de permisos de construcción en Roma, todo edificio nuevo ha de ser excavado en busca de ruinas de la Antigua Roma a lo largo de la propiedad. En vista que no se hallaron evidencias de dichas ruinas en el sitio se otorgaron los permisos para el inicio de la construcción del futuro templo.
La ceremonia de la primera palada tuvo lugar el 23 de octubre de 2010, presidida por el propio Presidente Monson. Solo líderes locales y unos 200 invitados adicionales asistieron a la ceremonia de la primera palada, que fue transmitida a centros de reuniones en la región un día después de que hubiera tenido lugar.

## Construcción
Los planes para la construcción del templo en Roma fueron anunciados por el presidente Thomas S. Monson durante la conferencia general de La Iglesia SUD el 4 de octubre de 2008. Ese mismo día se anunció la construcción del templo de Calgary, en Canadá; el templo de Córdoba, Argentina; el templo de Kansas City; y el templo de Filadelfia, estos dos últimos en los EE. UU. 
La ceremonia de la primera palada presidida por el mismo Presidente Monson tuvo  lugar el 23 de octubre de 2010. Se estima que el templo estará terminado para la primera mitad de 2018.
El templo ocupa parte de un terreno de 6 hectárea (60 000 m²) en el que también se asentarán una capilla para reuniones de adoración dominicales, un centro de visitantes y un edificio para hospedaje de patrones que visitan el templo desde distancias largas. El centro de visitantes exhibe una réplica del Cristo de Thorvaldsen, una estatua obra de Bertel Thorvaldsen, y réplicas de los doce apóstoles de la catedral de Nuestra Señora de Copenhague, obra del mismo escultor.
El interior del templo está hecho de mármol Perlato Svevo de canteras italianas, cubriendo todas las superficies del edificio incluyendo pisos, paredes y encimeras; así como con piedras de canteras procedentes de Italia, España, Turquía y Brasil, así mismo están incrustadas como acentos decorativos del baptisterio y el vestíbulo principal, con diseños que reflejan el arte de Miguel Ángel en la plaza del Campidoglio en la colina Capitolina de Roma. Este patrón decorativo también se incluye en las alfombras y se esculpe en el salón celestial y en los salones de sellamientos matrimoniales.

## Dedicación
El templo SUD de la ciudad de Roma fue dedicado para sus actividades eclesiásticas en siete sesiones el 10 de marzo de 2019 por Russell M. Nelson, sucesor de Monson. El templo duró 9 años y 4 meses desde la ceremonia de la primera palada y su dedicación, uno de los templo que más duró en su construcción. Anterior a su dedicación, del 28 de enero-16 de febrero de ese mismo año, la iglesia permitió un recorrido público de las instalaciones y del interior del templo. Los doce miembros del Cuórum de los Doce Apóstoles así como los tres de la Primera Presidencia estuvieron presentes para la dedicación de este templo.